# Молдовська православна церква
Правосла́вна це́рква Молдо́ви (рум. Biserica Ortodoxă din Moldova, рос. Православная церковь Молдовы) або Молдо́всько-Кишині́вська митропо́лія (рум. Mitropolia Chișinăului și a întregii Moldove, рос. Молдавско-Кишинёвская митрополия) — самоврядна православна церква у складі Московського патріархату в Республіці Молдова. Використовує у своїй літургії візантійський обряд, новомосковський ізвод церковнослов'янської, румунську мови, юліанський і новоюліанський календар, вона є частиною Східного християнства.

## Історія
Вважається, що православне християнство вперше було привезено до Румунії та Молдови апостолом Андрієм. Як би там не було, до 14 століття православна церква в Молдавському князівстві — сьогодні північно-східна Румунія, Молдова та південно-західна Україна — перебувала під владою митрополита Галицького. В 1386, Константинопольска православна Церква , яка мала юрисдикцію в регіоні, обрала спеціального митрополита в регіоні. До 15 століття цей митрополит обирався автокефальною Охрідською церквою, але після скасування останньої Молдовська митрополія повернулась до юрисдикції Константинопольської церкви.  
У 1812 р. до складу Російської імперії було приєднано східну половину Молдавії (перейменовану на Бессарабію ) , відтоді румунська митрополія Константинопольського патріархату зазнала вторгнення Московського патріархату. У 1813 р. При Румунському архієпископі Гаврилі Банулеску-Бодоні була створена Єпархія Кишинева (Кишинів) та Хотина. Після 1821 р. Російська імперія і церква розпочали політику централізації та русифікації, яка включала нав'язування церковнослов'янської мови замість румунської як богослужбової мови, а всіх архієпископів ставили росіян. Однак місцеві священики продовжували служити в сільських парафіях (охоплюючи більшість населення Молдови); оскільки більшість не розмовляла російською мовою, спроби створити семінарію, що займається лише російською мовою, не вдалися, а сільське духовенство все більше ізолювалося від церковного керівництва. Отже, після 1867 року церковна влада почала використовувати як румунську, так і російську у своїх публікаціях, і в 1905 р. Виникла нетривала ініціатива зробити румунську — мовою освіти.
У 1858 р. Після повернення Південної Бессарабії до Молдавії, яка незабаром об'єдналася з Валахією, щоб утворити Румунію, православні церкви в Кагулі, Болграді та Ісмаїлі знову повернулися під юрисдикцію Румунської церкви Митрополії Молдавії , яка створила єпархію Нижнього Дунаю, у 1864 р.  У 1878 р. Після повторної анексії Росією південної Бессарабії юрисдикція російської церкви була відновлена.
У 1918 році, після того, як регіон перейшов під владу Румунії, проти протестів Московського патріархату, яка вже підпорядкувалась на той час Румунській православній церкві, прийшла Кишинівська архієпархія. Не бажаючи прийняти зміни, що настали, єпископа Кишинева було замінено.  У 1922 р. Священний Синод Румунської Православної Церкви створив ще дві єпархії в Бессарабії — єпархію Хотинську та розташовану в Баллі , і єпархію Четатеї Альба , що знаходилася в Ісмаїлі і в 1927 році , православна церква в Бессарабії була піднята в сан Бессарабійської митрополії. Румунська держава та церква розпочали контр-кампанію румунізації з метою нав'язування румунської мови як богослужбової мови та переглянули юліанський календар . 
Після пакту Молотова — Ріббентропа Радянський Союз анексував Бессарабію та проголосив Молдавську Радянську Соціалістичну Республіку. Митрополія Бессарабії була змушена перервати свою діяльність.  У цей же період Московський патріархат встановив на території нової радянської республіки нову Кишинівську єпархію. У 1990 році його підвищили в сан архієпархії.
Через рік після незалежності від СРСР як Республіки Молдова в 1991 р. Московський патріархат надала самоврядний статус своїй юрисдикції в новій країні і підняла чин Архиєпархії до митрополії Кишинева та всієї Молдови.
З часу падіння Радянського Союзу російський уряд часто використовував свої зв'язки з Московським патріархатом, щоб заблокувати та стримувати інтеграцію колишніх радянських держав, таких як Молдова, на Захід. 
Статус самоврядної було надано 2 жовтня 1992 р. рішенням синоду Московського патріархату. Томос московського патріарха Алексія II з даруванням автономії датовано 2 грудням 1994 року.
Предстоятелем з часу заснування самокерованого статусу Володимир Кантарян, митрополит Кишинівський і всієї Молдови.

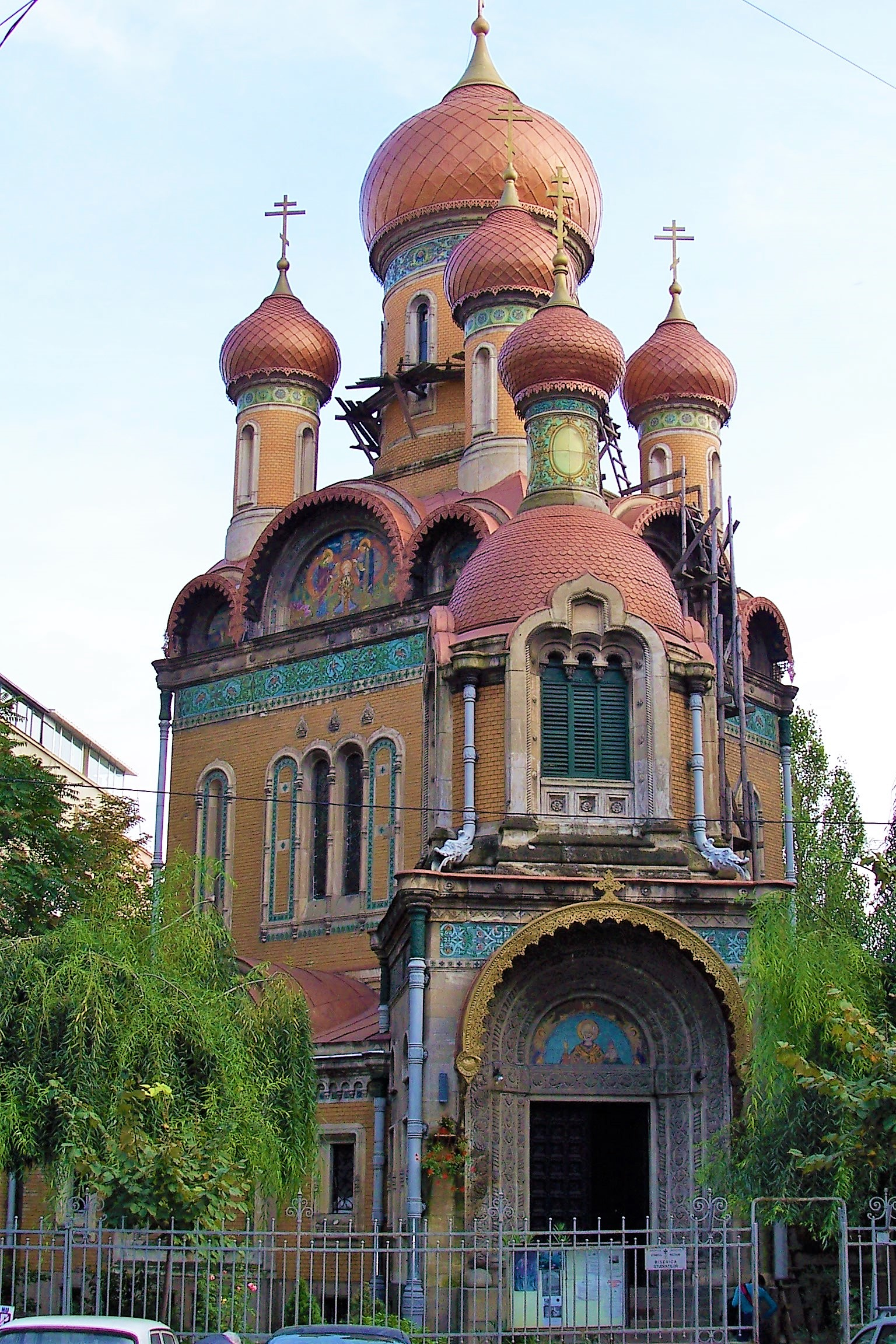
Колишня московська Микільська церква в Бухаресті

Після розпаду СРСР рішенням Священного синоду Румунської церкви від 14 вересня 1992 року відновлена Бессарабська митрополія. У результаті виникли тертя у відносинах між помісними православними церквами в зв'язку зі взаємними юрисдикційними домаганнями на територію Молдови.
У кінці жовтня 2007 року конфлікт загострився після прийняття 24 жовтня Священним синодом Румунської церкви рішення про створення в складі Румунського Патріархату семи нових єпископатів: зокрема, в Бессарабської митрополії вирішено відродити Бельцький єпископат (колишній Хотинський), єпископат Південної Бессарабії з центром в Кантеміра і православний єпископат Дубоссар і всього Придністров'я з центром в Дубоссарах. Як заявили в Румунському Патріархаті, зазначені єпархії існували в Бессарабської митрополії до 1944 року і зараз було прийнято рішення про їх поновлення на вимогу румунських православних віруючих. Тираспольська і Дубосарська єпархія Православної церкви Молдови назвала рішення Синоду Румунської православної церкви заснувати на території Молдови три власні єпархії, центром однієї з яких стане місто Дубоссари (Придністров'я), незаконним. Митрополит Кирил (Гундяєв) розцінив рішення Румунського синоду як «крок, який руйнує православну єдність і не залишиться без наслідків».
6 листопада 2007 року ЗМІ розповсюдили заяву митрополита Петра (Педурару), глави Бессарабської митрополії, про те, що «Румунський патріархат має намір розширювати свій вплив в Молдові й Україні, зокрема, збільшуючи тут кількість парафій і єпархій».
7 листопада 2007 року Священний синод Московського патріархату «в зв'язку з рішенням Румунської Православної Церкви про заснування її єпархій на території Молдови та України» висловив «глибоку стурбованість і скорботу», розцінивши такий крок як «попрання самих основ церковного устрою»; висловив «рішучий протест проти нового вторгнення в свої канонічні межі».
14 листопада 2007 року Священний синод РПЦвУ визнав неправомірними дії РумПЦ по створенню своїх єпархій на території України та виступив із заявою.
22 листопада 2007 року в Троянському монастирі (Болгарія) відбулася зустріч представників Румунського патріархату з представниками Московського патріархату, на якій останні зажадали скасувати три румунські єпархії в складі «Бессарабської митрополії». За повідомленнями румунської преси, Румунський патріархат висловилася за створення в Молдові автокефальної церкви як способу вирішення «проблеми Бессарабської митрополії».
У січні 2008 року в конфлікт втрутилася влада Молдови, зажадавши від чотирьох священнослужителів і черниці Бессарабської митрополії покинути територію країни; Румунський патріархат угледів в цьому спробу залякування кліриків митрополії і звернувся до Ради Європи зі скаргою на прокремлівського президента Молдови Володимира Вороніна.
21 січня 2008 року Володимира Воронін і Алексій II спільно засудили політику Румунського Патріархату на території Молдови; зокрема, Воронін заявив, що «створення так званої "Бессарабської митрополії" і її структур — це частина агресивної політики Румунії проти суверенної молдовської держави». У той же день Воронін отримав від патріарха Алексія II премію Міжнародного громадського фонду єдности православних народів «За видатну діяльність зі зміцнення єдности православних народів».

## Організація та структура
Молдовська православна церква вимагає виключної юрисдикції над православною церквою в Молдові, хоча це оспорюється Румунською православною церквою та її Бесарабською митрополією. Митрополія Кишинева і всієї Молдови в даний час складається з п'яти єпархій. Станом на 2010 рік, митрополія Кишинів і всієї Молдови мала 1231 парафії , 46 монастирів , 9 скитів , теологічна академію та дві богословські семінарії. Церква налічує 7 єпископів, 1395 священиків та 107 дияконів.
З моменту надання автономії Молдовській православній церкві Московським патріархатом Церква керує своїми місцевими справами через місцевий синод під головуванням його предстоятеля та церковними єпархіальними єпископи.

### Єпархії

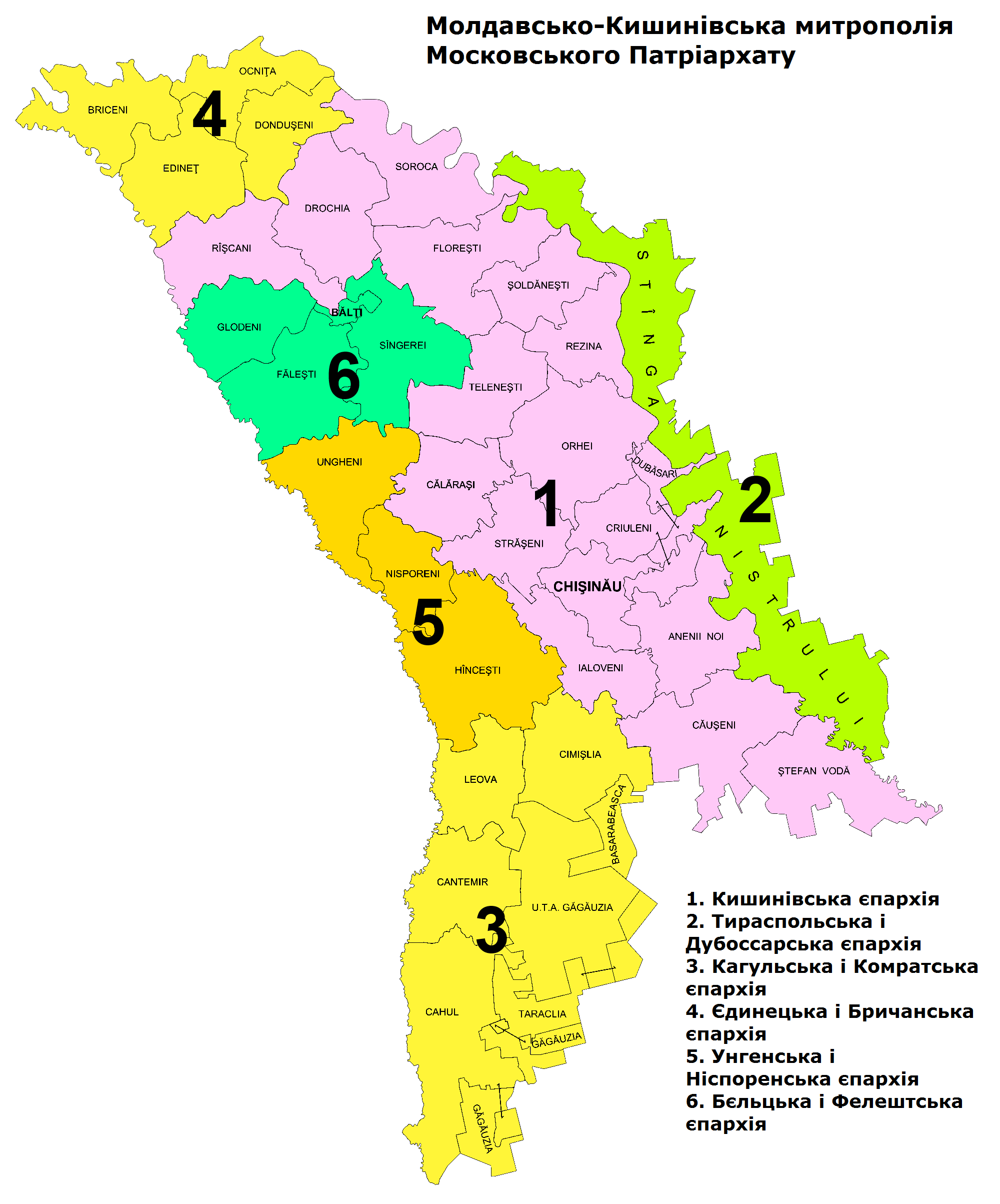
Мапа єпархій

Православна церква Молдови включає шість єпархій:
- Кишинівська єпархія;
- Тираспольська і Дубоссарська єпархія
- Кагульська і Комратська єпархія
- Єдинецька і Бричанська єпархія
- Унгенська і Ніспоренська єпархія
- Бєльцька і Фелештська єпархія

## Статус Румунської православної церкви в Молдові
Румунська православна церква вважає, що вторгнення Московського патріархату в канонічні території колишньої Бессарабії було несправедливим і образливим актом з точки зору історичної реальності і канонічного права та юрисдикції. 
На шляху до незалежності Молдови Румунська православна церква відновила Бесарабську митрополію і надала їй автономію та надала їй канонічну територію в Республіці Молдова та областями на південному заході України з румунським населенням. Митрополія була заснована в 1992 році молдавським православним єпископом Баллі, Петру (Падурару). У 2006 році Верховний Суд Молдови визнав Автономну митрополію Бессарабії "історичною, канонічною та духовною спадкоємцею Бесарабійської митрополії, яка функціонувала до 1944 року в тому числі". 
Бесарабська митрополія на момент організації мала 84 парафії в Молдові, і Московським патріархатом вважається схизматичною організацією. З іншого боку, Румунська православна церква виступає за "мирне співіснування та братську співпрацю між двома православними митрополіями, які діють під юрисдикцією двох сестринських православних патріархатів". 